# Trypanaresta eugenia
Trypanaresta eugenia är en tvåvingeart som först beskrevs av Wulp 1900.  Trypanaresta eugenia ingår i släktet Trypanaresta och familjen borrflugor. Inga underarter finns listade i Catalogue of Life.